# Поентилизам
Поентилизам (од фр. point - тачка), или дивизионизам како га је називао творац ове технике Жорж Сера, јесте сликарска техника настала у Француској у другој половини 19. века, у којој се примарне (плава, жута, црвена) и комплементарне (наранџаста, љубичаста, зелена) боје наносе на сликарску површину кратким потезима (тачкама) једна до друге, по принципу комплементарности, да би се у оку посматрача створила илузија целовитости форме. Ова технику су користили сликари неоимпресионисти, тако да се имена за технику и правац често користе као синоними. Припадници овог правца у сликарству су користили ову технику поигравајући се ефектима које слика оставља на посматрача, али на сасвим другачији начин у поређењу са сликарима импресионистима.
Поентилизан или неоимпресионизам произлазе из импресионизма и означавају његов касни развој. Ова техника и правац у сликарству се заснивају на савременим теоријама о физичким, физиолошким и психолошким законитостима човековог посматрања боја. Жорж Сера је проучавао истраживања о светлости савремених физичара као што су Ежен Шеврел, Херман Лудвиг вон Хелмхолц и његов пријатељ Шарл Анри.
Овај термин се понекад употребљава и у литератури за означавање литерарне технике где се ставља нагласак на типичке појединости појава или догађаја.
Најистакнутији представници ове технике и правца јесу Жорж Сера и Пол Сињак.

## Настанак технике
Крајем 19. века, дела импресиониста су често одбијана од стране званичног „Салона“. Почев од 1874, импресионисти излажу самостално. 1884. стварају чувени "Салон независних" (Salon des Indépendants). Млади Жорж Сера га посећује, дивећи се дометима импресиониста и њиховој техници сликања свакодневних сцена или пејзажа помоћу кратких и изражених потеза. 1890. године Сера ће записати : 
"Чистина спектралног елемента је основ моје технике...".
Тиме је дефинисао своју технику која се састоји у постављању чистих и комплементарних тачака боје на платно.
Већ 1883. Сера је започео своју прву велику композицију (201 × 300 cm) под називом „Купање код Анијера“ (Une baignade à Asnières). Као припрему за слику, Сера је направио серију крокија и цртежа. Затим је, у свом атељеу, на платну „раздвојио“ боје мотива, на мале тачке примарних и комплементарних боја. Своју слику је 1884. изложио на Салону независних. Рад изазива забуну али и привлачи пажњу, нарочито млађих уметника. Током лета те године, Сера почиње своју вероватно најпознатију слику : „Једно недељно поподне на острву Де Ла Гран Жат“. Само за ову слику, Сера је израдио 38 скица у уљу и 23 припремна цртежа. Слику је изложио 1886. на осмој и последњој изложби импресиониста.

## Техника
Поентилистички приступ је супротност уобичајене методе сликања стапањем пигмената и мешањем боја на палети или коришћења многих комерцијалних, унапред замешаних боја. Техника се састоји у слагању чистих мрља (Ташизам) боја једних до других, а илузија облика и форме се ствара у оку посматрача који посматра слику са одређене дистанце.

## Употреба
Према адитивној теорији, ако се помешају црвена, плава и зелена светлост (примарне адитивне боје), добија се бела светлост. Овај систем, који се назива адитивна метода, користе телевизори и монитори рачунара у боји, који уз помоћ ситних тачкака примарних боја (црвене, зелене и плаве) формирају слику.
У сликарској пракси као и у колор штампи се пак користи супстрактивна метода, према којој се потпун спектар боја добија уз помоћ мешања три примарне супстрактивне боје, жуте, црвене и плаве. Сјајни поентилистички ефекти исијавања су добијени управо овом методом, мешањем основних сликарских боја, не на палети, као што је то био обичај у дотадашњој сликарској пракси, већ њиховим постављањем, у виду издвојених тачака или кратких потеза, директно на сликарско платно.

## Ширење и опадање неоимпресионизма и његови утицаји
Термин неоимпресионизам је први пут употребио 1886. Феликс Фенеон, уметнички критичар. 
Око Жоржа Сера се окупила мала група присталица ове технике. Они оснивају 1884. године „Удружење независних уметника“ (Société des artistes indépendants). Од најпознатијих, у групи се налазе Жорж Сера, Пол Сињак, Камиј Писаро и Лисјен Писаро.
Неоимпресионизам је постао сликарски правац са својим браниоцима (као што је то био Фенеон), присталицама и изложбеним просторима. Шири се брзо и у Белгији, са Хенријем ван де Велдеом и Теом ван Риселбергеом као најистакнутијим представницима, а затим и у Немачкој, управо захваљујући Велдеу.
Након смрти Сера 1891, Сињак стаје на чело покрета. Међутим, група прети да се распадне : њени чланови сликају све већим и већим тачкама и платна почињу да подсећају све више и више на мозаике (Ташизам). Ефекат јединства форме је угрожен и сликари теже ка њеном разарању и апстраховању.
Утицај неоимпресионизма се осећа највише код фовиста и немачких експресиониста, као и у периоду настанка апстракције (у првим радовима Кандинског). Почетком двадесетог века, неки од најистакнутијих уметника се инспиришу неоимпресионизмом : Анри Матис, Едуар Вијар, Паул Кле, Пол Гоген, Робер Делоне, Ђино Северини, Ђакомо Бала, Ван Гог, Пит Мондријан.